# Willie y George Muse
Willie y George Muse, conocidos como Los Embajadores de Marte, fueron dos hermanos afroamericanos albinos que fueron raptados para su exhibición en circos y espectáculos de rarezas a principios del siglo XX.

## Vida
Su historia es una de las más atípicas del mundo de los fenómenos de feria. Nacidos a principios de los años 1890 en Roanoke, Virginia en el seno de una humilde familia afroamericana, los niños de seis y nueve años fueron secuestrados en 1899 por un showman no identificado, que les dijo que sus padres habían muerto y no podían regresar a casa, empezando de inmediato a exhibirlos por su rareza. Pasaron a lo largo de los años por las manos de varios promotores, que para acentuar su aspecto extraño les dejaron crecer el cabello y se lo recogían en lo alto de la cabeza desgreñadamente.
En 1922 el showman Al G. Barnes los presentaba en su circo como "Iko y Eko, los caníbales ecuatorianos", después como "Los hombres con Cabeza de Oveja" y finalmente luciendo esmoquin como "Los Embajadores de Marte", enseñándoles a tocar la mandolina y otros instrumentos para aumentar el interés. Tras una extensa gira con el circo Barnes, "Los Hombres de Marte" pasaron en 1924 al Circo Ringling Brothers el cual en 1927 se detuvo en su ciudad natal. Su madre Harriet (? -1942) asistió al espectáculo y reconoció a sus hijos perdidos. Tras el reencuentro, su familia los animó a denunciar su explotación, pues durante sus primeros veinte años habían trabajado tan solo a cambio de comida y alojamiento, sin ver ni un céntimo. El caso tuvo mucha repercusión pero ellos, que reclamaban una indemnización de 100.000 dólares, obtuvieron finalmente una compensación mucho menor.
Decidieron volver al espectáculo en 1928, pero ahora con contrato y paga. Actuaron en el Madison Square Garden reuniendo hasta 10.000 espectadores cada noche. Durante los años 1930 estuvieron de gira por Europa, Asia y Australia, llegando a asistir a sus presentaciones autoridades y dignatarios como la reina de Inglaterra. En 1937 regresaron al Ringling Brothers and Barnum & Bailey Circus durante muchos años para finalmente terminar su carrera en 1961 con el Clyde Beatty Circus.
Regresaron a su casa familiar en Roanoke. Ninguno de los dos se casó, aunque tuvieron varios noviazgos. George Muse murió en 1971 y muchos creyeron que Willie pronto le seguiría. Pero Willie continuo tocando la mandolina y disfrutando de la compañía de familiares y amigos hasta su muerte en 2001, a los 108 años.

## Literatura
La periodista Beth Macy publicó en 2016 la historia de los hermanos Muse en su libro Truevine: Two Brothers, a Kidnapping, an a Mother's Quest: A True History of The Jim Crow South (Litle Brown and Company edit. isbn 0316337544).